# Höhere Thermische Belastbarkeit
Höhere thermische Belastbarkeit (HTB) ist ein Begriff aus der Brenngastechnik.
Um zu verhindern, dass von Gasinstallationen im Brandfall eine Explosionsgefahr ausgeht, wird gefordert, dass gasführende Rohrleitungen, Armaturen und Gasgeräte einer Temperatureinwirkung von 650 °C über einen Zeitraum von 30 Minuten standhalten (sofern die Explosionsgefahr nicht durch alternative Schutzmaßnahmen verhindert wird). 
Bei einer Temperatur von über 650 °C zündet austretendes Erdgas in Luft sofort und brennt ab, ohne dass sich zuvor eine explosive Gasmenge ansammeln kann.
Aus diesem Grund reicht es aus, die höhere thermische Belastbarkeit auf den Temperaturbereich bis 650 °C zu beschränken, denn nur unterhalb dieser Temperatur kann sich unverbranntes Gas in Innen- und Hohlräumen ansammeln und bei Zündung durch Funken oder durch weitere Erhöhung der Temperatur zur Explosion gebracht werden.
Konkret wird gefordert, dass sich bei einer Temperatur von 650 °C über einen Zeitraum von 30 Minuten keine „explosionsfähigen Gas-Luft-Gemische“ bilden (bei höheren Temperaturen wird dies ja bereits dadurch verhindert, dass das Gas beim Austritt aus der Leckagestelle sofort abbrennt).
Gaszähler, Gasthermen, Gasleitungen aus Kunststoff und andere Bestandteile der Gasinstallation, die das Kriterium der höheren thermischen Belastbarkeit nicht oder nur mit unverhältnismäßigem Aufwand erfüllen können, können als Sekundärmaßnahme durch bauliche Maßnahmen (wie etwa Sprinkleranlagen) vor der Einwirkung von erhöhten Temperaturen geschützt werden. Auch der Einbau einer thermischen Absperreinrichtung (TAE) in der Gasleitung unmittelbar vor der zu schützenden Armatur, dem temperaturempfindlichen Gasgerät oder der Kunststoffleitung ist möglich.
Diese Absperrarmatur blockiert den Gaszustrom, sobald sich der enthaltene Schmelzeinsatz auf mehr als rund 100 °C erhitzt.
Der Austritt von Gas bei größeren Leckagen und Rohrbrüchen soll darüber hinaus durch Gas-Strömungssicherungen verhindert werden.